# Kreis Schmiegel
Der Kreis Schmiegel im Westen der preußischen Provinz Posen bestand in der Zeit von 1887 bis 1918. Das ehemalige Kreisgebiet gehört heute zur polnischen Woiwodschaft Großpolen.

## Größe
Der Kreis Schmiegel hatte eine Fläche von 554 km².

## Vorgeschichte
Das Gebiet um die westpolnische Stadt Śmigiel (Schmiegel) gehörte nach der Zweiten Teilung Polens von 1793 bis 1807 zur preußischen Provinz Südpreußen. Nach dem Frieden von Tilsit fiel das Gebiet 1807 an das Herzogtum Warschau.
Das Gebiet fiel nach dem Wiener Kongress am 15. Mai 1815 erneut an das Königreich Preußen. Bis zum 1. Oktober 1887 gehörte es zum Kreis Kosten im Regierungsbezirk Posen der Provinz Posen.

## Verwaltungsgeschichte

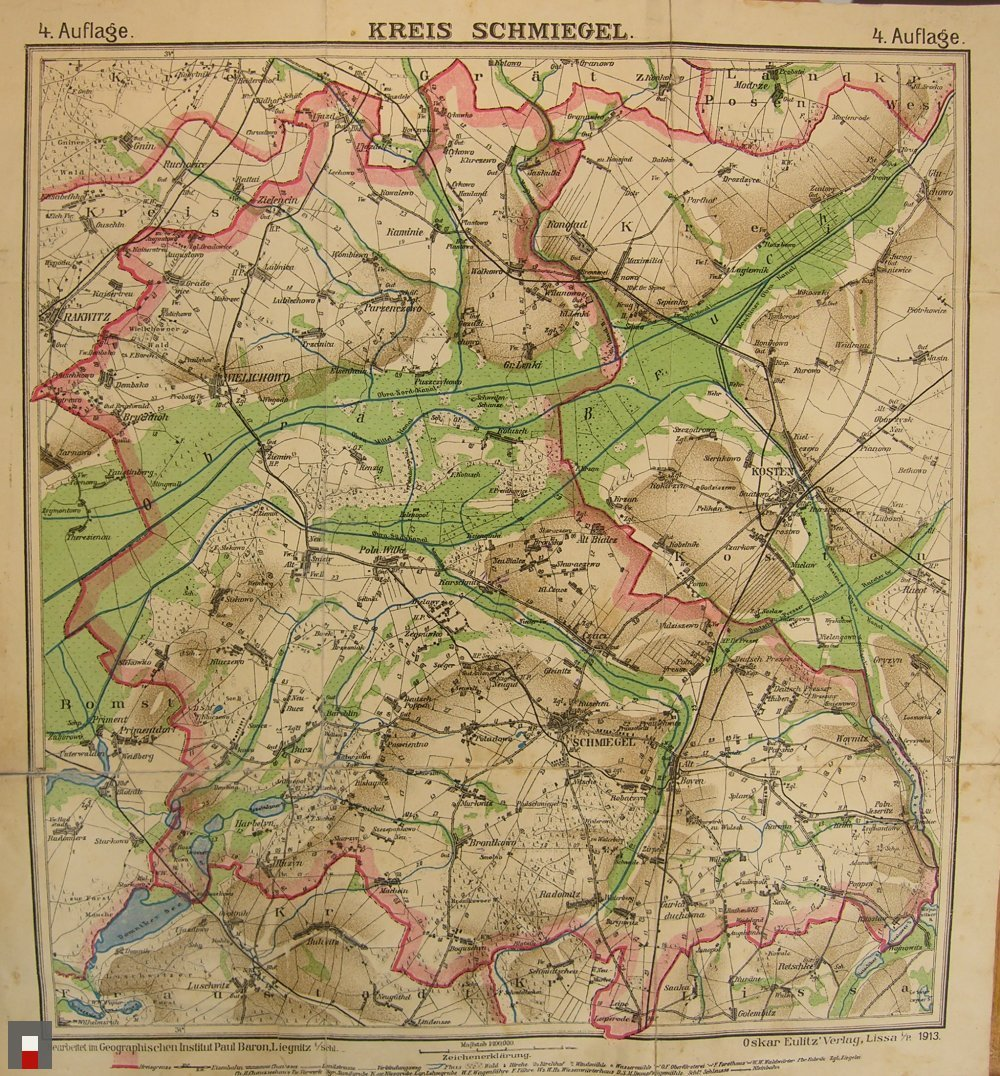
Karte des Kreises Schmiegel aus dem Jahr 1913

Am 1. Oktober 1887 wurde aus dem Westteil des Kreises Kosten der Kreis Schmiegel gebildet. Zum neuen Kreis Schmiegel kamen
- die Städte Schmiegel und Wielichowo
- der Polizeidistrikt Schmiegel-West
- der Polizeidistrikt Schmiegel-Ost und
- der Polizeidistrikt Wielichowo.

Kreisstadt und Sitz des Landratsamtes wurde Schmiegel.
Am 27. Dezember 1918 begann in der Provinz Posen der Großpolnische Aufstand der polnischen Bevölkerungsmehrheit gegen die deutsche Herrschaft, und bereits nach wenigen Tagen war das Kreisgebiet unter polnischer Kontrolle. Am 16. Februar 1919 beendete ein Waffenstillstand die polnisch-deutschen Kämpfe, und am 28. Juni 1919 trat die deutsche Regierung mit der Unterzeichnung des Versailler Vertrags den Kreis Schmiegel auch offiziell an das neu gegründete Polen ab.
Aus dem Kreis Schmiegel wurde der polnische Powiat Śmigiel. 1932 wurde der Powiat Śmigiel aufgelöst und mit dem Powiat Kościański wiedervereinigt.

## Einwohnerentwicklung
| Jahr | Einwohner | Quelle |
| ---- | --------- | ------ |
| 1895 | 35.305    | [ 1 ]  |
| 1900 | 34.216    | [ 2 ]  |
| 1905 | 35.135    |        |
| 1910 | 36.383    | [ 2 ]  |

Von den Einwohnern im Jahre 1905 waren 82 % Polen und 18 % Deutsche. Die Mehrzahl der deutschen Einwohner verließ nach 1919 das Gebiet.

## Politik

### Landräte
1887–189800Seidel
1898–191800Brinckmann
1918–192000Höpker

### Wahlen
Der Kreis Schmiegel gehörte zusammen mit den Kreisen Kosten, Neutomischel und Grätz zum Reichstagswahlkreis Posen 4. Der Wahlkreis wurde bei den Reichstagswahlen zwischen 1887 und 1912 von Kandidaten der Polnischen Fraktion gewonnen:
- 188700Ludwig von Mycielski
- 189000Idzizlaw Czartoryski
- 189300Idzizlaw Czartoryski
- 189800Stephan Cegielski
- 190300Witold von Skarzynski
- 190700Witold von Skarzynski
- 191200Franciszek von Morawski

## Kommunale Gliederung
Zum Kreis Schmiegel gehörten die beiden Städte Schmiegel und Wielichowo. Die restlichen (Stand 1908) 78 Landgemeinden und 43 Gutsbezirke waren zu Polizeidistrikten zusammengefasst.

## Gemeinden
Am Anfang des 20. Jahrhunderts gehörten die folgenden Gemeinden zum Kreis:
| - Alt Boyen - Augustowo - Barchlin - Biskupice - Boguschin - Boszkowo - Bronikowo - Bronsko - Bruchhöh - Bucz - Cykowo Hauland - Czacz - Dembsko - Deutsch Poppen - Deutsch Presse - Dluzyn - Gleinitz - Gniewowo - Gorka duchowna - Gozdzichowo - Gradowiec | - Groß Lenki - Harbelyn - Jaskolki - Kaminiec - Karczewo - Karmin - Karschnitz - Kluczewo - Kotusch - Kowalewo - Kuschen - Leipe - Leiperode - Lubiechowo - Lubnica - Machcin - Murkwitz - Neu Bialcz - Neu Szczepankowo - Neugut - Nitsche | - Parzenczewo - Piotrowo - Poladowo - Polnisch Poppen - Polnisch Presse - Polnisch Wilke - Poswientno - Prauschwitz - Pruschkowo - Puszczykowo - Puszczykowo Hauland - Radomitz - Rathenfeld - Rensko - Robaczyn - Saule - Schmiegel, Stadt - Seide - Siekowko - Siekowo - Skarzyn | - Sniaty - Sonczkowo - Splawie - Targowitz - Trzcinica - Ujazd - Waterberg - Widziszewo - Wielichowo, Stadt - Wilanowo - Wolkowo - Wombiewo - Woynitz - Wulsch - Zegrowko - Zielencin - Ziemin - Zirpe - Zygmuntowo |

Bis auf wenige Ausnahmen galten nach 1815 die polnischen Ortsnamen weiter, zu Beginn des 20. Jahrhunderts wurden mehrere Ortsnamen eingedeutscht.